# 微山碘泡虫
微山碘泡虫（学名：Myxobolus weishanensis）是碘泡科碘泡虫属的动物。在中国，分布于山东等地，营寄生生活，寄生在赤眼鳟的鳃。